# 罗杰·托瑞·彼得森

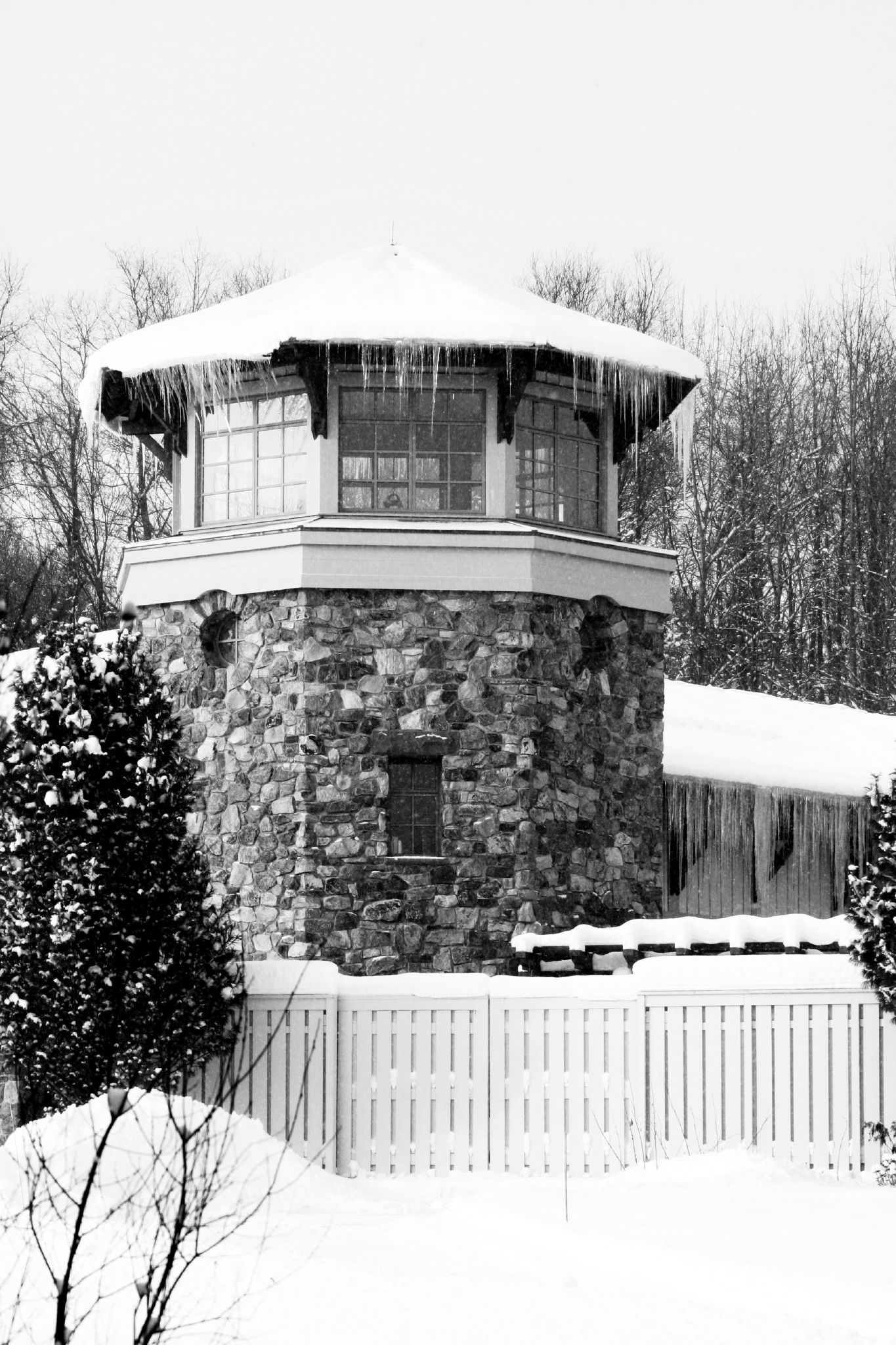
罗杰·托瑞·彼得森之家

罗杰·托瑞·彼得森（英語：Roger Tory Peterson，1908年8月28日—1996年7月28日），博物学家、鸟类学家、艺术家和教育家，被认为是20世纪环保运动的奠基者之一，出生于纽约的 Jamestown。1934年，他出版了影响深远的鸟类手册，这是第一部现代的野外手册。该手册（The Guide to the Birds）先后发行过5个版本。他在《彼得森野外手册系列》中，编辑或撰写了许多专集，内容从岩石、矿物到甲虫、爬行动物。他的手册以图例清晰明了而著称。他还发明了“彼得森鉴别系统”。
彼得森几乎获得了美国在自然科学、鸟类学以及环保方面的所有主要奖项，还有许多荣誉奖章、学位证书以及各种引用，包括美国总统自由勋章。
他与詹姆斯·费什尔合著了Wild America。
|                         | 此世纪中，在促进生物权益方面，没有人比罗杰·托瑞·彼得森做得更多，他是现代野外手册的创造者 |
| ——生态学家鲍尔·R·埃力克 |                                                                                          |

1996年，彼得森在康涅狄格州的老莱姆去世。